# Buddy MacKay
Buddy MacKay   (Ocala, 22 de març de 1933 - Ocklawaha, 31 de desembre de 2024) va ser un polític estatunidenc, membre del  Partit Demòcrata, governador de Florida des de 1998 fins a 1999.